# Ercheia uniformis
Ercheia uniformis är en fjärilsart som beskrevs av Moore 1883. Ercheia uniformis ingår i släktet Ercheia och familjen nattflyn. Inga underarter finns listade i Catalogue of Life.